# 亀井芳子
亀井 芳子（かめい よしこ、1967年5月25日 - ）は、日本の女性声優。マウスプロモーション所属。茨城県出身。

## 経歴
幼少期は大の『宇宙戦艦ヤマト』のファンであり、本作の主人公・古代進を演じていた富山敬に夢中だった。
中学生の時に出かけていたサイン会で「富山さんとアテレコ」のコーナーがあって「はい」と真っ先に手を挙げて『宇宙戦艦ヤマト』のラストシーンを演じることを体験。
高校時代より、養成所に演技の勉強し、東京家政大学短期大学部に進学後、学生劇団に所属し、初舞台で主役を演じ、舞台活動を経る。
その時に「演技するのって、なんか楽しくて、気持ちいんだろう」と思い、卒業後の進路に悩んでいたが、幼少期から夢だったアニメ声優を志す。
同短期大学部卒業後、1988年に江崎プロダクション付属養成所を経て、1990年にマウスプロモーションへ所属する。デビュー後、吹き替えの仕事で富山に再会したという。

## 人物
アニメで活躍しており、吹き替え作品にも多数出演している。
元気な男の子、中年女性、おっとりした女性、小動物のようなキャラクターまで幅広く演じる。

## 出演
太字はメインキャラクター。

### テレビアニメ
1988年
- ハーイあっこです（アキラ）

1989年
- 機動警察パトレイバー（芸妓、看護婦）
- ジャングル大帝（新）
- らんま1/2 熱闘編（さゆり）
- ミラクルジャイアンツ童夢くん（三太）

1990年
- 昆虫物語 みなしごハッチ（バッタの坊や、トン坊、アリ(A)）
- 三丁目の夕日（鈴木一平）
- 楽しいムーミン一家（1990年 - 1991年、子供A、トンカー 他）
- まじかるハット（ドグタ）
- 魔法のエンジェルスイートミント（1990年 - 1991年、主婦、客、犬、ダム）

1991年
- おちゃめなふたご クレア学院物語（コリン）
- それいけ!アンパンマン（1991年 - 、くもまる〈代役〉、ノートどり・ノットちゃん〈2代目〉、ボールくん、ハッパちゃん、ヨットのセーラーくん〈初代〉、ノートくん〈初代〉、こんぶくん〈初代〉、しょうかきくん）
- 楽しいムーミン一家 冒険日記（1991年 - 1992年、フィヨンカの子供）
- 魔法のプリンセス ミンキーモモ（妖精1、レオン）
- 丸出だめ夫（織田信長、一郎）
- YAWARA!（五十嵐）

1992年
- クッキングパパ（ひろし）
- サラダ十勇士トマトマン（キュータロウ）
- フランダースの犬 ぼくのパトラッシュ（ボノ）
- 魔法のプリンセス ミンキーモモ 夢を抱きしめて（T.V君、ニモ）

1993年
- クレヨンしんちゃん（1993年 - 2020年、美人コーチ、患者、先輩スチュワーデス 他）
- 忍たま乱太郎（1993年 - 1995年、天才丸、兄）
- 幽☆遊☆白書（1993年 - 1994年、M1号 / 円、使者、秘書 / 霊界の使者 / あやめ、天沼月人）
- ルパン三世 ルパン暗殺指令

1994年
- ヤマトタケル（ヤマトタケル）
- レッドバロン（ロビー〈初代〉）

1995年
- オズ・キッズ（フランク）
- 十二戦支 爆烈エトレンジャー（1995年 - 1996年、モンク、玄燕）
- 飛べ!イサミ（1995年 - 1996年、月影トシ）
- NINKU -忍空-（ケン太、アレク）
- ふしぎ遊戯（忠栄）

1996年
- 赤ちゃんと僕（後藤正、木村太一）
- ゲゲゲの鬼太郎（第4作）（シンヤ）
- 逮捕しちゃうぞ（幸一郎）
- 天空のエスカフローネ（子供時代のバァン）
- B'T-X（少年時代の高宮鉄兵）
- みどりのマキバオー（アンカルジア）

1997年
- CLAMP学園探偵団（マロン）
- スーパーフィッシング グランダー武蔵（1997年 - 1998年、元希、ユン） - 2シリーズ
- みすて♡ないでデイジー（子供時代の零二郎）

1998年
- どっきりドクター（小田恭子）
- TRIGUN（トニスの母、ドーナツ屋のおばちゃん）
- MASTERキートン（女性）

1999年
- Di Gi Charat（ゲマ）
- レレレの天才バカボン（1999年 - 2000年、バカボン）

2000年
- とっとこハム太郎（くろハムくん）
- へろへろくん（バリバリ）
- ポケットモンスター（2000年 - 2001年、テル、トビオ）

2001年
- キャプテン翼（2001年 - 2002年、来生哲兵、八百政のおばさん、早苗の母、サンターナ〈少年〉）
- 真・女神転生デビチル（ナイトメア）
- 爆転シュート ベイブレード（少年A、鈴鹿、少年(2)、コウジ、少年H）
- フィギュア17 つばさ&ヒカル（青山時夫）
- 魔法少女猫たると（かきえもん、母）

2002年
- サイボーグ009 THE CYBORG SOLDIER（ジミー）
- パタパタ飛行船の冒険（ジャンヌ）
- 花田少年史（若き日のタツ、隣のおばちゃん 他）
- ぱにょぱにょデ・ジ・キャラット（ゲマ）

2003年
- 探偵学園Q（2003年 - 2004年、連城早百合、おばあさん、桐原政江、レスラー2号、敦史）
- デジガールPOP!（少女三人組、犬のザッピィ）
- デ・ジ・キャラットにょ（ゲマ）

2004年
- サムライチャンプルー（男の子）
- 舞-HiME（老婆）
- MONSTER（2004年 - 2005年、警官A、おばさん）
- 焼きたて!!ジャぱん（河内恭平）

2005年
- ドラえもん（テレビ朝日版第2期）（2005年 - 2025年、ノビスケ、ミチビキエンゼル、パーソナル応援団長、悟空）

2006年
- あたしンち（2006年 - 2008年、母親A、はなえ、保育士、おばさん、内藤 他）
- まじめにふまじめ かいけつゾロリ（修道女）

2009年
- スレイヤーズEVOLUTION-R（果物屋）

2011年
- TIGER & BUNNY（クリスティーナ）

2012年
- エリアの騎士（百合川マキ子）

2013年
- 恋愛ラボ（倉橋由美子）

2014年
- アイカツ!（女性司会者）
- Wake Up, Girls!（和子）
- サザエさん

2016年
- 名探偵コナン（2016年 - 2021年、宝田美香、蓮沼珠央、立花志乃）

2018年
- ルパン三世 PART5（ヒラメキ〈弟〉）
- パズドラ（2018年 - 2020年、女将）
- グラゼニ（樹の義母）

2022年
- ふしぎ駄菓子屋 銭天堂（市丸遼平）
- 令和のデ・ジ・キャラット（2022年 - 2023年、ゲマ、子供A）

### 劇場アニメ
1989年
- 魔女の宅急便

1992年
- 地球を救え!なかまたち ちびねこトムの大冒険（おばさんA）

1994年
- 雪渡り

1996年
- 賢治のトランク「猫の事務所」（山猫、ナレーション）

1997年
- ウルトラニャン 星空から舞い降りたふしぎネコ（ニャン）
- THE DOG OF FLANDERS フランダースの犬（ジョルジュ）

1998年
- ウルトラニャン2 ハッピー大作戦（ニャン）

2000年
- エスカフローネ（幼いバァン）

2001年
- Di Gi Charat 星の旅（ゲマ）

2007年
- 大ちゃん、だいすき。（大ちゃん）

2017年
- COCOLORS（ヤキン）

2018年
- 映画ドラえもん のび太の宝島（マリア）

2021年
- クレヨンしんちゃん 謎メキ!花の天カス学園（脇野スミコ）

### OVA
1988年
- 世界名作童話全集（はと）

1989年
- 堕靡泥の星

1993年
- 爆炎CAMPUSガードレス
- ブラック・ジャック（シェル）
- MINKY MOMO IN 夢にかける橋（少年）
- らんま1/2 シャンプー豹変! 反転宝珠の禍（さゆり）
- らんま1/2 天道家 すくらんぶるクリスマス（さゆり）

1994年
- キャプテン翼 最強の敵!オランダユース（立花政夫）

1996年
- らんま1/2 学園に吹く嵐! アダルトチェンジひな子先生（さゆり）
- 魔法使いTai!（リエ）

1997年
- B'T-X NEO（少年時代の高宮鉄兵）
- 変（あずみの母）

1998年
- MASTERキートン（フィルの母）

1999年
- ときめきメモリアル（女）

2003年
- Di Gi Charat劇場 ぴよこにおまかせぴょ!（ゲマ）

2008年
- やなせたかしメルヘン劇場 いねむりおじさん（ヒロ）

### Webアニメ
- マウスどうぶつえん（2017年、ベルツノガエルのよしこ）
- 虫籠のカガステル（2020年、避難民）
- TIGER & BUNNY 2（2022年、クリスティーナ・ライル）

### ゲーム
1996年
- ガーディアンヒーローズ（ランディ・M・グリーン）
- ドラえもん のび太と復活の星（プレタン）

1997年
- グランディア（ギド）
- リフレインラブ 〜あなたに逢いたい〜（七瀬ちづる、森田裕紀）

1998年
- ロストチルドレン（Boule）

1999年
- リフレインラブ2（七瀬ちづる）

2001年
- ハリー・ポッターと賢者の石（リー・ジョーダン）

2002年
- 真・女神転生 デビルチルドレン 黒の書・赤の書（コアクマ、ユーキ）
- ハリー・ポッターと秘密の部屋（リー・ジョーダン）

2005年
- クラッシュ・バンディクー がっちゃんこワールド（ニーナ・コルテックス）

2007年
- ドラえもんWii ひみつ道具王決定戦!（ミチビキエンゼル）

2014年
- 新・世界樹の迷宮2 ファフニールの騎士（フロースの宿の女将）
- 超ヒロイン戦記（ゲマ、マザー）

### ドラマCD
- 魔神英雄伝ワタル外伝 CDシネマ ピュアピュアヒミコ 第一巻 - 第四巻（松之助、梅之助）

### ラジオ
- 魔神英雄伝ワタル外伝 ピュアピュアヒミコ（松之助）

### 吹き替え

#### 映画
- I love ペッカー（リトル・クリッシー〈ローレン・ハルジー〉）
- 悪魔を憐れむ歌（サム・ホブズ）※ソフト版
- アダムス・ファミリー（パグズリー・アダムス〈ジミー・ワークマン〉）※日本テレビ版
- アダムス・ファミリー2（パグズリー・アダムス〈ジミー・ワークマン〉）※日本テレビ版、（ジョエル・グリッカー〈デヴィッド・クラムホルツ〉）※ソフト版
- アトミック・トレイン（グレース・シーガー〈ミーナ・スヴァーリ〉）※ソフト版
- あなたに恋のリフレイン
- あなたに降る夢（ヘス〈ヴィクター・ロージャス〉）
- アバウト・ア・ボーイ（マーカス〈ニコラス・ホルト〉）
- アメリカン・ヒストリーX（ステイシー〈フェアルザ・バルク〉）
- アライバル/侵略者（キキ〈トニー・T・ジョンソン〉）※テレビ朝日版
- 嵐の中で輝いて（ディートリッヒの息子）※テレビ東京版
- アルマゲドン ※フジテレビ版
- アンジェラの灰（10代前半のフランク〈キアラン・オーウェンズ〉）
- アンナと王様（チュラロンコーン皇太子）※機内上映版
- イウォーク・アドベンチャー（ウィケット〈ワーウィック・デイヴィス〉）※VHS版
- インディ・ジョーンズ/魔宮の伝説（独房の少年）※旧ソフト版
- インディ・ジョーンズ/最後の聖戦（アイリーン）※フジテレビ版
- インデペンデンス・デイ（トロイ[19]）※テレビ朝日版
- ヴァイラス（フレイザー〈ブランドン・アダムス〉）
- ウィッシュ〜夢がかなう時
- ウエスト・サイド物語 ※テレビ東京版
- ウェドロック（店員〈オーラン・ジョーンズ〉）※VHS版
- A.I. ※TBS版
- エーミールと探偵たち（エーミール〈トビアス・レツラフ〉）
- エア・バディ2（ジョッシュ・フラム〈ケヴィン・ゼガーズ〉）※ソフト版、（トム・スチュアート）※機内上映版
- エクスプロラーズ（ダレン・ウッズ）
- F/X2 イリュージョンの逆転（ベス、案内、婦警2）※VHS版
- エミルの空（グスティ）
- Oh!大迷惑?!（スティーヴ）
- オーロラの彼方へ ※日本テレビ版
- オスカー・ワイルド（シリル・ワイルド）
- 顔のない天使（チャック・ノースタッド〈ニック・スタール〉）※ソフト版
- カッレくんの冒険（カッレ・ブルムクヴィスト）
- カンフーキッド/大暴れ!!悪ガキ6人衆（ウーロン〈チャン・スン〉）※日本テレビ版
- 危険な関係
- 奇跡の旅（ピーター〈ベン・タール〉）
- キャスパー ※VHS版
- キャッツ & ドッグス（スコッティ〈アレクサンダー・ポロック〉）
- キャラバン（バサン）
- グースバンプス モンスターと秘密の書（ゲイル・クーパー〈エイミー・ライアン〉）
- グラスハウス（レット〈トレヴァー・モーガン〉）※ソフト版
- グリンチ ※劇場公開版、NHK版
- クルックリン（トロイ〈ゼルダ・ハリス〉）
- グレムリン2 新・種・誕・生 ※テレビ朝日版
- グレン・ミラー物語（ハーバート・ミラー）※テレビ東京版
- 刑事ジョー ママにお手あげ ※フジテレビ版
- ゴースト/ニューヨークの幻（ローズ〈マルティーナ・デグナン〉）※ソフト版
- 恋のトリセツ 別れ編（ニッキー〈ガブリエル・ユニオン〉）
- 告発の行方 ※フジテレビ版
- 心のままに（ハワードの息子）
- 誤診（マーク・ライミュラー）
- ゴッドファーザー（フランク）※DVD版
- コップ・アンド・ハーフ（デヴォン・バトラー）
- コップス&ロバーソン（ケヴィン・ロバーソン〈ジェイソン・ジェームズ・リクター〉）
- コレリ大尉のマンドリン（エレーニ〈ヴィキ・マラガキ〉）
- 最'狂'絶叫計画（コーディ〈ドリュー・ミクスカ〉）
- サウス・キャロライナ/愛と追憶の彼方（少年期のトム）
- サバイバル・ガイド（ゴーディ・パターソン）
- ザ・ファン（ショーン・レイバーン）※ソフト版
- サンタリア 魔界怨霊（クリス・ジャミソン〈ハーレイ・クロス〉）
- 幸せになるための27のドレス（ペドロ）
- 潮風のいたずら（トラヴィス）※TBS版
- 7月4日に生まれて（少年時代のロン）※VHS版
- シックス・センス（トミー〈トレヴァー・モーガン〉）※ソフト版・日本テレビ版
- ジム・ヘンソンの不思議の国の物語（ホレス〈アレクサンダー・ポウナル〉）
- シャドー・チェイサー2（リッキー）
- ジャングル・ブック（5歳のモーグリ）※VHS版
- 12人のパパ2（サラ・ベイカー〈アリソン・ストーナー〉）
- シュガー・ヒル（メリッサ・ホリー〈テレサ・ランドル〉）
- ジュマンジ（少年時代のアラン・パリッシュ〈アダム・ハン＝バード〉）※DVD版、（ベンジャミン）※フジテレビ版
- ショーガール（モリー・エイブラムス）
- ジョーズ（マイケル・ブロディ）※テレビ東京版
- ジョーズ'87 復讐篇 ※テレビ朝日版
- 新・三バカ大将 ザ・ムービー（院長〈ジェーン・リンチ〉）
- スウィート・ロード（コーリー〈フレッド・サヴェージ〉）
- スタートレック 叛乱（アーティム）
- スタンド・バイ・ミー（バーン・テシオ〈ジェリー・オコンネル〉）※DVD版
- スチュアート・リトル（ジョージ・リトル〈ジョナサン・リプニッキ〉）※テレビ朝日版
- ストーカー（ジェイク〈ディラン・スミス〉）
- スノーデイ/学校お休み大作戦（チェット・フェルカー）
- スパイダー パニック!（マイク・パーカー〈スコット・テラ〉）※ソフト版
- スポーン（ザック・ウェッブ〈ミコ・ヒューズ〉）
- 300 〈スリーハンドレッド〉
- セイント（少年時代のサイモン・テンプラー）※テレビ朝日版
- 1492 コロンブス（少年期のフェルナンド〈ビリー・L・サリヴァン〉）※ソフト版
- ソードフィッシュ（メリッサ〈ドレア・ド・マッテオ〉）※日本テレビ版
- ダークエンジェル
- ダーク・ハーフ（少年期のサッド）※ソフト版
- ターゲット・ブルー（ビリー・ヤン）
- ダーティハリー5（スザンヌ・デイトン）
- ターミネーター2（ティム）※劇場公開版
- ダイ・ハード3（レイモンド〈オルディス・ホッジ〉）※ソフト版
- 代理人（アミール）
- 007/黄金銃を持つ男（アンドレア〈モード・アダムス〉）※ソフト版
- タンク・ガール（ジェット・ガール〈ナオミ・ワッツ〉）
- ダンテズ・ピーク（グレアム・ワンド〈ジェレミー・フォリー〉）※ソフト版
- チャイルド・プレイ3（タイラー）
- チョコレート（タイレル・マスグローヴ）
- ツインズ ※テレビ朝日版
- ディア・マイ・ファーザー（レイモンド〈コディ・スミット＝マクフィー〉）
- 帝王伝説（ウォルター・グラディ）
- ディック・トレイシー（キッド〈チャーリー・コースモ〉）
- デイブは宇宙船（リッチ）
- テイラー・オブ・パナマ（マーク・ペンデル〈ダニエル・ラドクリフ〉）
- デッド・エンド/特捜記者ブラティガンの挑戦（リポーター）
- デッドコースター（イザベラ・ハドソン〈ジャスティナ・マシャド〉）※テレビ東京版
- 天使にさよなら（ジミー〈ショーン・ランドレス〉）
- デンジャラスゲーム L.A.大追跡（ベッキー〈テリー・アン・リン〉）※テレビ東京版
- 隣のリッチマン（マイケル・ディングマン〈サム・ラーナー〉）
- 飛べないアヒル（レスター・エイヴァーマン、ジェーン）
- ドライビング Miss デイジー（ケイティ・ベル）※VHS版
- ドラキュリアン（ショーン〈アンドレ・ゴウアー〉）
- ドラグネット 正義一直線
- ドラゴンハート ※日本テレビ版
- ドラゴン/ブルース・リー物語（ブランドン・リー）※ソフト版
- トラブル・ファミリー/ぼくの○×絵日記（ラグ）
- ナッティ・プロフェッサー クランプ教授の場合（カーラ・パーティ〈ジェイダ・ピンケット・スミス〉）※日本テレビ版
- 28週後...（アンディ・ハリス〈マッキントッシュ・マッグルトン〉）
- ニュー・シネマ・パラダイス（少年期のトト・サルヴァトーレ〈サルヴァトーレ・カシオ〉）※ソフト版・フジテレビ版
- ニュートン・ボーイズ（ルイス）
- ニューヨークの恋人（ダーシー〈ナターシャ・リオン〉）※日本テレビ版
- バーバーショップ3 リニューアル!（ジェイレン・パーマー）
- パーフェクト・ストレンジャー（ミア〈ポーラ・ミランダ〉）
- ハーレム・ナイト（幼き日のクイック）※ソフト版
- 背徳の囁き（ショーン・ストレッチ〈イライジャ・ウッド〉）
- 白髪魔女伝2（リン・ユイイ〈クリスティ・チョン〉）
- バック・トゥ・ザ・フューチャーシリーズ
  - バック・トゥ・ザ・フューチャー（リンダ・マクマフライ〈ウェンディ・ジョー・スパーバー〉、ミルトン・ベインズ）※ソフト版
  - バック・トゥ・ザ・フューチャー PART2（ビデオゲームの少年）※テレビ朝日版
  - バック・トゥ・ザ・フューチャー PART3（ストリックランドの息子、リンダ・マクマフライ〈ウェンディ・ジョー・スパーバー〉）※ソフト版
- ハットしてキャット
- パトリオット ※テレビ東京版
- ハロウィン4 ブギーマン復活（カイル）※VHS版
- パワーレンジャー・映画版（フレッド・ケルマン）
- ヒーロー/靴をなくした天使 ※ソフト版
- ビーン（ケヴィン・ラングレー〈アンドリュー・ローレンス〉）※日本テレビ版
- ひかりのまち（デビー〈シャーリー・ヘンダーソン〉）
- ピノキオとゼペット（ジュニア〈クリス・マークエット〉）
- ビバリーヒルズ・コップ3 ※フジテレビ版
- 秘密と嘘（ロクサーヌ〈クレア・ラッシュブルック〉）
- 秘密のミラクル・マジシャン
- ビューティフル・マインド
- ビルとテッドの大冒険（ディーコン・ローガン）
- ブーメラン（ケニー）※ソフト版
- フィラデルフィア・エクスペリメント2（ベンジャミン・ハーデッグ）
- フォーエヴァー・ヤング 時を超えた告白（フィリックス〈ロバート・ハイ・ゴーマン〉）※テレビ朝日版
- フォーリング・ダウン（アンジー）※ソフト版
- フラットライナーズ（ビリー・マホーニー）※ソフト版
- フランティック ※TBS版
- プリティ・ブライド（エレイン〈リサ・ロバーツ・ギラン〉）
- ブルース・ブラザース2000（バスター・ブルース〈J・エヴァン・ボニファント〉）
- ブレイブハート（少年時代のウィリアム）※ソフト版
- プレデター2（ブライアン）※ソフト版
- プロヴァンスの贈りもの（少年時代のマックス〈フレディ・ハイモア〉）※ソフト版
- ブロブ/宇宙からの不明物体（ヴィッキー〈エリカ・エレニアック〉）
- プロブレム・チャイルド2（ローダ）
- ブロンクス物語（9歳のカロジェロ〈フランシス・キャプラ〉）
- ベートーベン4（ブレナン・ニュートン〈ジョー・ピッチラー〉）
- ヘキサゴン（スティーヴィ・ウォーデン）※VHS版
- ヘビーウェイト サマー・キャンプ奪還作戦（ジェリー・ガーナー）
- ホーム・アローン（ミッチ・マーフィー〈ジェフリー・ワイズマン〉、ローズ〈ケイト・ジョンソン〉）※テレビ朝日版
- Born to be ワイルド（マーシャル〈ジョナサン・テイラー・トーマス〉）
- 僕が9歳だったころ（ギジョン〈キム・ミョンジェ〉）
- 星の王子 ニューヨークへ行く ※日本テレビ版
- ボディ・パーツ（ビルの息子）
- 迷子の大人たち（スウィーピー）
- マイ・ブルー・ヘブン（ジェイミー〈ジェシー・ブラッドフォード〉）
- マチルダ
- 未確認生命体 MAX/マックス（ルディ）
- ミクロキッズ（ロン・トンプソン〈ジャレッド・ラシュトン〉）※フジテレビ版
- ミッションX（オースティン〈コービン・ブルー〉）
- ミナ（ミナ〈ロマーヌ・ボーランジェ〉）
- ミュート・ウィットネス 殺しの撮影現場（ビリー・ヒューズ）
- ミミック（リッキー〈ジェームズ・コスタ〉）※テレビ東京版
- ミルク・マネー（ケヴィン）
- メタルヘッド（TJ〈デヴィン・プロシュー〉）
- 名犬ラッシー（マット・ターナー〈トム・グイリー〉）
- モー・マネー（シャーロット）
- ゆかいなブレディ一家/我が家がイチバン（ボビー・ブレディー〈ジェシー・リー・ソファー〉）
- ゆかいなブレディー家/トラブルinハワイ（ボビー・ブレディー〈ジェシー・リー・ソファー〉）
- 48時間PART2/帰って来たふたり ※ソフト版
- ラジオ・デイズ（少年ジョー〈セス・グリーン〉）
- ラスト・アクション・ヒーロー（ダニー・マディガン〈オースティン・オブライエン〉）※ソフト版
- ラストサマー2（カーラ・ウィルソン〈ブランディ〉）※テレビ朝日版
- ラスト・ボーイスカウト（コリー〈ハル・ベリー〉）※ソフト版
- ランニング・フリー アフリカの風になる（少年リチャード〈チェイス・ムーア〉）
- リコシェ ※VHS版
- Re:プレイ（クレイトン看護師〈ラキー・アヨラ〉）
- ルーカスの初恋メモリー
- Let'sチェックイン!（カイル〈エリック・ロイド〉）
- レッド・スコルピオン ※日本テレビ版
- 霊幻少女 帰ってきたテンテン（まるちゃん〈フェ・アイニー〉）
- ロード・トゥ・パーディション（マイケル・サリヴァン・ジュニア〈タイラー・ホークリン〉）
- ロード・レノックスと秘密の城（マーティン〈ジェームズ・シェンザー〉）
- ロッキー5/最後のドラマ（ロッキー・ジュニア〈セイジ・スタローン〉）※日本テレビ版
- ロビン・フッド（ウルフ〈ダニエル・ニューマン〉）※フジテレビ版
- ワイアット・アープ ※テレビ東京版
- ワイルド・ワイルド・ウエスト（リタ・エスコバー〈サルマ・ハエック[20]〉）※ソフト版
- 若草物語（16歳のエイミー〈サマンサ・マシス〉、12歳のエイミー〈キルスティン・ダンスト〉）
- わるわる探犬隊（マック〈ブレット・ケリー〉）
- 101 ※ソフト版

#### ドラマ
- アンフォゲッタブル 完全記憶捜査
- ER緊急救命室
  - シーズン1 #14、#25（ケイレブ〈ジェイソン・バーンヒル〉）
  - シーズン2 #36（タイ）
  - シーズン3 #63（ルイーズ〈ルイーズ・C・ブラウン〉）、#68（ラッセル〈エリアス・D・コー〉）
  - シーズン4 #76（ナコ〈アルド・メンジバー〉）、#80（シェリー）
  - シーズン5（セス・ウィロー〈ヴィンセント・ベリー〉）
  - シーズン6 #114（リュックの少年）
  - シーズン7 #152（スチュアート〈シェイン・ライオンズ〉）
  - シーズン8 #161（トーマス〈スティーヴン・アンソニー・ローレンス〉）
  - シーズン9 #197（ミンディ）
  - シーズン10 #217（ジェニー・マーチン〈クリスティン・ヤング〉）
  - シーズン11 #234（エイミー・パッカー〈カイリー・スパークス〉）
  - シーズン12 #264（ルーシー・プーラー〈アナマリー・ケノーヤー〉）
- IT（12歳のビル・デンブロウ〈ジョナサン・ブランディス〉）※NHK-BS2版
- インディ・ジョーンズ/若き日の大冒険
- ガールフレンドは未来人（ペイティ〈ジェームズ・フィンドレイ〉）
- 気分はぐるぐる（レオン・リポウスキー〈ルーク・アーセグ〉）
- クリミナル・マインド FBI行動分析課（ジェシカ）
- 少年黄飛鴻 ヤング・ホァン・フェイホン・ストーリー（ホァン・フェイホン〈シー・シャオロウ〉）
- 神鵰侠侶（子供時代の楊過〈シャオ・ティンタン〉）
- スカーレット/続・風と共に去りぬ（ルーリー）
- 超音速ヒーロー ザ・フラッシュ ※日本テレビ版
- デスパレートな妻たち
- ドクタークイン 大西部の女医物語（イングリッド〈ジェニファー・ヤング〉）
- NY市警緊急出動部隊 トゥルー・ブルー パイロット版（ティミー・パワーズ〈ユージン・バード〉）
- 春のワルツ（少年時代のイ・スホ）
- ふたりはふたご（マックス〈オランドー・ブラウン〉）
- フルハウス
  - シーズン2 #11（マイケル・モンフォート〈ジョナサン・ブランディス〉、ヘザー）
  - シーズン5 #18（ウェンディ）
  - シーズン7 #11（デイビー/デビッド・ショルツ）
- ブロッサム（フランク）
- 冒険野郎マクガイバー シーズン1 #2（リン〈ジョアン・チェン〉）
- 炎のエマ（幼少時代のキット）
- 名探偵ポワロ 複数の時計（マーティンデール〈レスリー・シャープ〉）
- 世にも不思議なアメージング・ストーリー シーズン1 #13（ランス・パクストン〈セス・グリーン〉）
- 霊幻道士 キョンシー・マスター（ハーマイ〈シウ・パァラム〉）

#### テレビ番組
- ジム・ヘンソンのファンタジー・ワールド
- セサミストリート（エリザベス）

#### アニメ
- アラジンの大冒険（女の客）
- おさるのジョージ（スティーブ）
- CODE リョーコ（ジェレミー）
- 新くまのプーさん（ベビーシッター）
- ちいさなプリンセス ソフィア（セシリー女王、メリーウェザー）
- チップとデールの大作戦
- トランスフォーマー ザ・リバース（ダニエル[21]）
- なかよしおばけ（エドワード）※ビデオ版
- バットマン
- ピーターと魔法の象（ラヴォーン夫人）
- ビアンカの大冒険 ゴールデン・イーグルを救え!
- ピンクパンサー（レスター）
- みんなヒーロー! 〜ヒグリータウンのなかまたち〜（ウェイン）
- リトルベア（ピープス）

### 初出話一覧
1. ↑  第103話初出
2. ↑  第18話初出